# معركة تابسوس
كانت معركة تابسوس يوم 6 أبريل، 46 قبل الميلاد قرب تابسوس (في تونس حاليا).قوات الجمهوريين لأوبتيميتس بقيادة كوينتس كايسيليوس ميتيلوس سكيبيو ، اشتبكوا مع قوات المخضرمة الموالية ليوليوس قيصر.

## مقدمة
بعد اجتياح يوليوس قيصر لروما مع فيالقه الموالية له عجز الجمهوريون بقيادة بومبيوس الكبير عن الدفاع عن المدينة فهرب بعض الشيوخ والقناصل إلى اليونان وفر بومبي إلى مصر، ثم حاول الجمهوريون لطائفة أوبتيميتس «أي الرجال الاقوياء» جمع قواهم مرة أخرى في قرطاج مكونة من فيالق رومانية وفيلة حرب للقيام بهجوم معاكس على يوليوس قيصر. الا ان قوات يوليوس قيصر وصلت اولا فحاصرت مدينة تابسوس الرومانية، فقاد كوينتس كايسيليوس ميتيلوس سكيبيو قوات الجمهوريين إلى المدينة.

## المعركة
جيش ميتيلوس سكيبيو احاطت مدينةتابسوس من أجل الاقتراب من المدينة من قبل الجانب الشمالي. متوقعا تقدم نهج قيصر، فإنه لا يزال في ضيق أجل معركة يحيط بها الفرسان والفيلة. وكان موقف قيصر نموذجيا من أسلوبه، مع قيادته الجانب الأيمن والفرسان والرماة يحيطونه به. أدى التهديد من الفيلة الجمهورية قيصر إلى إضافة تعزيز الفرسان مع خمسة أفواج فيالق رومانية.
عند بدأ المعركة قام رماة السهام لجيش يوليوس قيصر بمهاجمة فيلة الجمهوريين المدعمين بأفواج مشاة نوميدية بقيادة ملك نوميديا جوبا الاول، مما ادى رمي السهام المتواصل إلى خسائر فادحة من طرف الجمهوريين مما ادى إلى سقوط الفيلة واحدة تلوا الأخرى، فبدأ ميتيلوس سكيبيو بخسارة المعركة. فتشابك المشاة مرة أخرى إلى ان قوات الفرسان ليوليوس قيصر فاجأت القوات الجمهورية الرومانية من الخلف مما ادى إلى تراجع القوات الجمهورية وانتصار يوليوس قيصر، حتى ان ميتيلوس سكيبيو شخصيا هرب من المعركة، وانتحر من عار الحسارة فيما بعد.

## بعد المعركة
بعد المعركة، جدد قيصر حصار تابسوس، التي سقطت في نهاية المطاف. فشرع قيصر في الذهاب إلى أوتيكا، اين قام كاتو الأصغر بتحصين القوات الباقية من الجمهوريين بعد سماع أخبار هزيمة حلفائه، قام كاتو بالانتحار فيما بعد من هول الهزيمة ووصول قوات قيصر المنتصرة. عند سماع يوليوس قيصر الخبر استاء وأفاد بلوتارخ انه قد قال: «كاتو، أنا أحسد موتك كما كنت قد تحسد شرف انقاذي حياتك.»
المعركة اعدت السلام في أفريقيا. قيصر عاد إلى روما في 25 تموز من العام. كانت الحرب الأهلية لم تنته بعد، ومعركة موندا ستتبع قريبا. معركة تابسوس ينظر إليها عادة باعتبارها اخر معركة يستخدام فيها الفيلة الحربية على نطاق واسع في الغرب .